# Das Finanzkapital
Das Finanzkapital (en català: El capital financer) és una obra d'economia política de l'economista marxista Rudolf Hilferding (1877-1941) publicada per primera vegada el 1910 a Viena. El capital financer era "l'anàlisi marxista fonamental de la transformació del "capitalisme liberal" competitiu i pluralista en "capital financer" monopolista", i va anticipar en gran manera escrits "derivats" sobre el tema de Lenin i Bujarin. L'obra era una resposta al revisionisme reformista d'Eduard Bernstein dins de l'austromarxisme, que hi argumentava que l'avanç del capitalisme havia atenuat les seues contradiccions internes, i n'havia sorgit una nova etapa de "capitalisme reformat". Hilferding, per contra, hi argumenta "que les contradiccions del capitalisme s'estaven aguditzant".

## Contingut
Das Finanzkapital pretenia refutar els atacs "revisionistes" d'Eduard Bernstein. Escrivint en el context de l'economia altament cartel·litzada de finals d'Àustria-Hongria, Hilferding contrasta el capitalisme financer monopolista amb el capitalisme "competitiu" i "bucaner" de l'era liberal anterior. La unificació dels interessos industrials, mercantils i bancaris havia desactivat les anteriors demandes capitalistes liberals de reduir la funció econòmica d'un estat mercantilista; en canvi, el capital financer cercava un "estat centralitzat i dispensador de privilegis". Hilferding ho veia com a part de la inevitable concentració de capital exigida per l'economia marxista.
Das Finanzkapital és un “estudi del desenvolupament recent del capitalisme”. Per a Rudolf Hilferding, l'evolució de societats anònimes i, en darrera instància, de monopolis, fou un pas important del capitalisme de lliure competència al capitalisme monopolista. Com a resultat de la monopolització i la concentració, els petits empresaris i els petits inversors n'estaven sent expulsats. La creixent fusió de les empreses i l'estat condueix al capitalisme monopolista d'estat. El “capital financer” ha estat modelat pels estrets vincles personals de Hilferding amb Karl Kautsky i el debat sobre el revisionisme.

Mentre que, fins a la dècada dels 1860, les demandes del capital i de la burgesia havien estat, segons Rudolf Hilferding, demandes constitucionals que havien "afectat tots els ciutadans per igual", el capital financer cercava com més anava més la intervenció estatal en nom de les classes propietàries de riquesa. Els capitalistes, més que no pas la noblesa, dominaven ara l'estat.
Tres punts bàsics conformen el nucli de l'assaig: primer, que els trets més característics del capitalisme "modern" són "els processos de concentració que, d'una banda, "eliminen la lliure competència" amb la formació de càrtels i trusts, i de l'altra, duen el capital bancari i industrial a una relació com més va més íntima. Amb d'aquesta relació ... el capital pren la forma del capital financer, la seua expressió suprema i més abstracta"; en segon lloc, que en principi no hi ha límits a aquest procés de centralització, de manera que "el resultat últim en seria la formació d'un càrtel general"; i en tercer lloc, l'esforç per introduir la "regulació conscient" de tota la producció capitalista "d'una manera inevitable es veuria afectat pel conflicte d'interessos [en la societat] que arriba fins al punt extrem".
Rudolf Hilferding hi veié una ocasió per a un camí cap al socialisme distint del previst per Karl Marx: "La funció socialitzadora del capital financer facilita molt la tasca de superar el capitalisme. Una volta el capital financer ha dut les branques més importants (sic) de la producció sota el seu control, prou que la societat, amb el seu òrgan executiu conscient -l'estat conquerit per la classe obrera- s'apoderarà del capital financer per a obtenir el control directe d'aquestes branques de producció". Això faria innecessari expropiar "granges pageses i petites empreses" perquè se socialitzarien de manera indirecta, amb la socialització d'institucions que el capital financer ja havia fet dependents. Pel fet que una classe estreta dominava l'economia, la revolució socialista podria obtenir un suport més ampli expropiant directament sols aquesta classe estreta. En concret, diu Rudolf Hilferding, les societats que no havien arribat al nivell de maduresa econòmica anticipat per Karl Marx com a "madures" per al socialisme podrien obrir-se a les possibilitats socialistes. A més a més, "la política del capital financer està destinada a dur a la guerra i, per tant, al desllorigament de temporals revolucionaris".
Es poden adduir raons diferents per a l'àmplia difusió de les idees de Rudolf Hilferding sobre el capital financer. La teoria de Hilferding destaca els fets sorprenents de la borsa de valors i el poder dels bancs. Hilferding estudia els conflictes dels capitalistes, el capital industrial enfront del capital comercial, el mercat de valors i el capital bancari enfront del capital industrial. Examina una nova fase capitalista: el domini del capital financer.
Igual que Mijaíl Tugán-Baranovski, Hilferding rebutja la tesi marxiana del subconsum i la sobreproducció com a causa de les crisis econòmiques. Les crisis sorgeixen "en la capacitat del sistema per absorbir forces productives com més va més potents". La tendència a l'acumulació del capital impossibilita transformar plusvàlua de les forces productives en capital, i això trenca l'equilibri econòmic, sorgeix la bombolla financera i es genera la crisi. Aquesta teoria es basa en l'anàlisi del Tom II d'El capital de Marx.

## Acollida
Quan Rudolf Hilferding presenta Das Finanzkapital al 1910, va tenir un gran èxit. L'assaig fou rebut positivament pels coetanis marxistes. Otto Bauer la va veure com “l'obra que esperàvem des de feia molt de temps” i Karl Kautsky en parlà del "quart volum d'El capital". Segons Bauer, Hilferding omplia "les llacunes resultants" de les antigues presentacions de l'evolució del capitalisme. "A la mateixa conclusió arribava Julian Marchlewski", col·laborador de Rosa Luxemburg; i per a Lenin fou "la base teòrica del seu fullet sobre l'imperialisme, escrit el 1916 per a explicar les causes de la Primera Guerra Mundial". Lenin n'emprà el contingut en la seua obra L'imperialisme, fase superior del capitalisme i el va qualificar com un "estudi teòric de gran valor". L'afirmació de Hilferding era la d'una anàlisi lliure de valors equivalent a l'economia ortodoxa. Aquest "assoliment de la integració" ha estat subratllat, per exemple, per l'intèrpret de Hilferding Pietranera, quan avalua la teoria del capital financer com una "contribució genuïna i enginyosa", com un "pont necessari per a la teoria marxista i la no marxista". Els intèrprets posteriors han estat d'acord en gran manera amb aquest judici i, com Fred Oelbner, interpretaren Das Finanzkapital de Rudolf Hilferding com una "evolució significativa de la teoria econòmica de Karl Marx".